# Kemp (Familienname)
Kemp ist der Familienname folgender Personen:

## Namensträger
- Adam Kemp (* 1990), US-amerikanischer Basketballspieler
- Alan C. Kemp (* 1944), simbabwischer Ornithologe
- Albert Edward Kemp (1858–1929), kanadischer Politiker
- Alex Kemp, US-amerikanischer NFL-Schiedsrichter
- Annerose Kemp (1936–2013), deutsche Pädagogin und Henriette-Goldschmidt-Expertin
- Arnold Kemp (* 1938), US-amerikanischer Autor
- Arnoud de Kemp (* 1944), niederländischer Verlagsmanager
- Barbara Kemp (1881–1959), deutsche Opernsängerin (Sopran)
- Barry Kemp (1940–2024), britischer Ägyptologe
- Bolivar E. Kemp (1871–1933), US-amerikanischer Politiker
- Brian Kemp (* 1963), US-amerikanischer Politiker
- Camilla Kemp (* 1996), deutsche Surferin
- Cornelia Kemp (* 1952), deutsche Kunsthistorikerin und Museumsangestellte
- Courtney Kemp (* 1977), US-amerikanische Drehbuchautorin
- Charles Edward Kemp (1901–1986), britischer Schachkomponist
- Daniel S. Kemp (1936–2020), US-amerikanischer Chemiker und Hochschullehrer
- David Kemp (Politiker) (* 1941), australischer Politiker
- David Kemp (Physiker) (* 1945), britischer Physiker
- David Kemp (Fußballspieler) (* 1953), englischer Fußballspieler und -trainer
- David Kemp (Radsportler) (* 1984), australischer Radrennfahrer
- Didericus van der Kemp (1731–1780), niederländischer reformierter Theologe
- Eric Waldram Kemp (1915–2009), britischer anglikanischer Theologe und Bischof
- Freya Kemp (* 2005), englische Cricketspielerin
- Friedhelm Kemp (1914–2011), deutscher Literaturwissenschaftler und Schriftsteller
- Gary Kemp (* 1959), britischer Musiker und Schauspieler
- Gustave Kemp (1917–1948), luxemburgischer Fußballspieler
- Hal Kemp (1904–1940), US-amerikanischer Jazzmusiker
- Hamish Kemp (1933–2002), schottischer Rugby-Union-Spieler
- Harry Kemp (1883–1960), US-amerikanischer Dichter und Schriftsteller
- Ian Kemp (1931–2011), britischer Musikwissenschaftler und Komponist
- Ivanique Kemp (* 1991), bahamaische Hürdenläuferin
- Jack Kemp (1935–2009), US-amerikanischer Footballspieler und Politiker
- James Furman Kemp (1859–1926), US-amerikanischer Geologe
- Jan Kemp (General) (Jan Christoffel Greyling Kemp; 1872–1946), südafrikanischer General und Politiker
- Jan Kemp (Dichterin) (Janet Mary Riemenschneider-Kemp; * 1949), neuseeländische Dichterin und Autorin
- Jan Kemp (Kostümdesigner), Kostümdesigner
- Jenny Kemp (* 1955), US-amerikanische Schwimmerin
- Jeremy Kemp (eigentlich Edmund Walker; 1935–2019), britischer Schauspieler
- John Kemp (1380–1454), Erzbischof von Canterbury und Lordkanzler
- Johnny Kemp (1959–2015), bahamaischer Sänger
- Jonathan Kemp (* 1981), englischer Squashspieler
- Leroy Kemp (* 1956), US-amerikanischer Ringer
- Lindsay Kemp (1938–2018), britischer Tänzer, Pantomime, Schauspieler und Regisseur
- Lucy Kemp-Welch (1869–1958), britische Malerin, Illustratorin und Lehrerin
- Martin Kemp (Kunsthistoriker) (* 1942), britischer Kunsthistoriker und Autor
- Martin Kemp (Musiker) (* 1961), britischer Musiker und Schauspieler, Bruder von Gary Kemp
- Martine Kemp (* 1994), luxemburgische Politikerin (Christlich-Soziale Volkspartei)
- Matt Kemp (* 1984), US-amerikanischer Baseballspieler
- Matthew Kemp (* 1980), australischer Fußballspieler
- Merv Kemp (* 1942), australischer Kugelstoßer
- Paul Kemp (1896–1953), deutscher Schauspieler
- Paul Kemp (Produzent), US-amerikanischer Filmproduzent, Spezialeffektkünstler und Filmschaffender
- Peter Kemp (Entdecker) († 1834) britischer Robbenjäger und Entdecker
- Peter Kemp (Schwimmer) (1877–1965), britischer Schwimmer und Wasserballspieler
- Peter Kemp (Autor) (1915–1993), britischer Soldat und Buchautor
- Peter Kemp (Philosoph) (1937–2018), dänischer Theologe und Philosoph
- Robert Kemp (1879–1959), französischer Literatur- und Theaterkritiker
- Rod Kemp (* 1944), australischer Politiker
- Rose Kemp (* 1984), englische Sängerin und Gitarristin
- Ross Kemp (* 1964), britischer Schauspieler
- Shawn Kemp (* 1969), US-amerikanischer Basketballspieler
- Shirlie Kemp (* 1962), britische Popsängerin
- St. John Kemp, 2. Viscount Rochdale (1938–2015), britischer Peer und Politiker
- Stacey Kemp (* 1988), englische Eiskunstläuferin
- Stanley Wells Kemp (1882–1945), britischer Meeresbiologe und Ozeanograph
- Stephen Kemp, britischer Filmregisseur, Produzent und Drehbuchautor
- Steve Kemp (* 1954), US-amerikanischer Baseballspieler
- T. J. Kemp (* 1981), kanadischer Eishockeyspieler
- Tage Kemp (1896–1964), dänischer Genetiker und Eugeniker
- Thomas Read Kemp (1783–1844), englischer Politiker
- Troy Kemp (* 1966), Leichtathlet von den Bahamas
- Ulrich Kemp (* 1961), deutscher Manager und Unternehmer
- Ursula Kemp (1525–1582), englische Heilkundlerin, Hebamme und Opfer der Hexenverfolgung
- Walter Kemp (1938–2023), kanadischer Musikwissenschaftler, Organist, Chorleiter und Komponist
- Will Kemp (* 1977), britischer Tänzer und Schauspieler
- Will Kemp († 1603), britischer Tänzer und Schauspieler; siehe William Kempe
- Willi Kemp (1927–2020), Düsseldorfer Steuerberater und Kunstsammler
- Willy Kemp (1925–2021), luxemburgischer Radrennfahrer
- Wolfgang Kemp (* 1946), deutscher Kunsthistoriker, Autor und Professor für Kunstgeschichte